# Polypodium karwinskyanum
Polypodium karwinskyanum là một loài thực vật có mạch trong họ Polypodiaceae. Loài này được (C. Presl) Mett. miêu tả khoa học đầu tiên năm 1856.